# Sociografie
Sociografie is een sterk descriptieve discipline binnen de sociale wetenschappen.
De Nederlandse hoogleraar Sebald Rudolf Steinmetz, die gezien wordt als grondlegger en (al dan niet terecht) naamgever van de sociografie, omschreef het als de 'studie der volkeren en hun onderdelen in hun verscheidenheid'.
De discipline beleefde haar hoogtijdagen in de eerste helft van de 20e eeuw. Vanaf de jaren 50 werd zij steeds meer verdrongen door kwantitatievere geografische methoden uit de Verenigde Staten.
De belangrijkste exponent van de sociografie in Nederland was Willem Frederik Wertheim, hoogleraar aan de universiteit van Amsterdam van 1947 tot 1972. Zijn opvolger en naamgenoot Willem Frederik Heinemeijer verdedigde in zijn afscheidsrede in 1986 nog de sociografische traditie, maar de term wordt nu nog zeer zelden gehoord.
Toch is in de onderzoekspraktijk van sociaal geografen in Amsterdam de sociografische traditie nog merkbaar. Kwalitatieve methoden en een niet uitgesproken ruimtelijke benadering van maatschappelijke vraagstukken voeren de boventoon.